# Serica maculifera
Serica maculifera är en skalbaggsart som beskrevs av Brenske 1898. Serica maculifera ingår i släktet Serica och familjen Melolonthidae. Inga underarter finns listade i Catalogue of Life.